# Nicolas Louis Legouest
Nicolas Louis Legouest est un homme politique français né le 31 mars 1741 à Ervy-le-Châtel (Aube) et mort le 30 mai 1833 à Bar-sur-Seine (Aube).
Avocat avant la Révolution, il devient procureur syndic du district de Bar-sur-Seine, puis procureur général syndic du département de l'Aube. Le 9 germinal an VIII, il est nommé sous-préfet de Bar-sur-Seine. Il est député de l'Aube en 1815, pendant les Cent-Jours.

## Sources
- « Nicolas Louis Legouest », dans Adolphe Robert et Gaston Cougny, Dictionnaire des parlementaires français, Edgar Bourloton, 1889-1891 [détail de l’édition]